# الی دی‌بری
الکساندریا "اَلی" دی‌بـِری (انگلیسی: Alexandria "Allie" DeBerry؛ زادهٔ ۲۶ اکتبر ۱۹۹۴) یک هنرپیشه، و مانکن اهل ایالات متحده آمریکا است. وی از سال ۲۰۰۱ میلادی تاکنون مشغول فعالیت بوده‌است. 

## اوایل زندگی
دیبری در محله کینگ‌وود در هیوستون تگزاس زاده شد و کوچکترین فرزند از سه فرزند سیندی دیبری بود. او برای تحصیل در مقطع ابتدایی به مدرسه دولتی در وودلند هیلز ، راهنمایی کینگ‌وود و دبیرستان کینگ‌وود پارک رفت .

از فیلم‌ها یا برنامه‌های تلویزیونی که وی در آن نقش داشته است می‌توان به مدرسه نوابغ، مادرپسر و هارت آو دیکسی اشاره کرد.